# Jacques Pirenne
Jacques Pirenne (Gante, Bélgica, 26 de junio de 1891-Hierges, Francia, 7 de septiembre de 1972) Conde Pirenne, fue un historiador y jurista belga. Se desempeñó como secretario honorario del rey Leopoldo III de Bélgica, profesor honorario de las Universidades de Bruselas y Ginebra, miembro de la Real Academia de Bélgica. Además fue uno de los fundadores de la Sociedad Jean Bodin y su presidente durante veinte años. Esta sociedad estaba destinada a favorecer el estudio comparativo de instituciones en un amplio marco geográfico y cronológico.
En 1964 fue candidato al Premio Nobel de Literatura.

## Biografía
Jacques Pirenne nació en Gante el 16 de junio de 1891, siendo el segundo hijo del historiador Henri Pirenne. Estudio simultanemente historia y derecho en la Universidad de Gante. En 1914, fue nombrado doctor en Filosofía y Letras y cuatro años después obtuvo su título en derecho en El Havre. 
En 1915 se alistó como voluntario durante la Primera Guerra Mundial, publicando en 1917 su primer libro; Los vencedores de Yser, que dedicó a su hermano Pierre, muerto en la Batalla del Yser. Finalizada la guerra, se instaló en Bruselas donde ejerció como abogado interesándose principalmente a la causa de las víctimas del conflicto.
Entre 1921 y 1924, el Rey Alberto I de Bélgica le encargó enseñar historia al príncipe Leopoldo.
Tras la invasión de Bélgica por parte de la Alemania nazi en 1940, Pirenne se refugió en Beynac, Dordoña. De allí pasó a la Universidad de Grenoble y al año siguiente la Universidad de Ginebra. Es en esta ciudad donde sus dos hijos terminaron sus estudios: Pierre se tituló en arquitectura y Jacques-Henry en historia. 
Finalizada la Segunda Guerra Mundial, Pirenne continuó la redacción de Grandes corrientes de la Historia Universal y durante cinco años tuvo una actividad intensa al servicio del Leopoldo III. Así, como secretario del rey, estuvo activo en la agitada política belga de ese periodo. Durante esos años dejó de lado su trabajo sobre Egipto antiguo para centrarse en la historia universal. Cuando el rey abdicó en 1950, Pirenne fue nombrado conde. 
Jacques Pirenne murió el 7 de septiembre de 1972 en su castillo de Hierges ubicado en Ardenas, Francia.

## Obra
- Les vainqueurs de l'Yser, 1916, con prefacios de Émile Vandervelde y Émile Verhaeren. Un homenaje a su hermano Pierre, fallecido en la guerra.

Sobre la cuestión real
- L'attitude de Léopold III de 1936 à la Libération, 1949.
- Dossier du roi Leopold III, s. l., s. d.

Obras históricas
- Les grands courants de l'histoire universelle, 
  - tomo I Des origines à l'Islam, 1947
  - tomo II De l'expansion musulmane aux traités de Westphalie, 1948
  - tomo III Des traités de Westphalie à la Révolution française, 1948
  - tomo IV De la révolution française aux révolutions de 1830, 1951.
  - tomo V De 1830 à 1904
  - tomo VI De 1904 à 1939
  - tomo VII  De 1939 à nos jours, Éditions La Baconnière, 1948-1959.
- The tides of history, Taylor & Francis Group, 1962 en 2006. Traduction en anglais des Grands courants de l'histoire universelle.

Civilizaciones antiguas
- Histoire des institutions et du droit privé dans l'ancienne Égypte, 1933-1935.
- La civilisation babylonienne, 1945.
- La Religion et la morale dans l'Égypte antique, 1965.
- La société hébraïque d'après la Bible.
- Civilisations antiques, Paris.
- La civilisation sumérienne.
- Histoire de la civilisation de l'Égypte ancienne, 3 volúmenes, 1961-1963.
- Le statut de la femme dans la civilisation hébraïque.
- La preuve dans la civilisation de l'Égypte antique
- Les Institutions du Peuple hébreu.

Obras políticas
- Le procès des déportés belges contre le Reich allemand, 1924.
- La législation et l'administration allemande en Belgique, 1925.
- Les archives du Conseil de Flandre (Raad van Vlaanderen) publiées par la Ligue nationale pour l'unité belge, 1928.
- Documents pour servir à l'histoire de la guerre en Belgique, 1928.
- Il faut doter le pays d'un statut linguistique, 1929.
- Men moet het land met een taalstatuut begiftigen, 1929.
- Aperçu historique sur l'activisme, 1929.
- La Belgique devant le nouvel équilibre du monde, 1944.
- Mémoires et notes politiques, 1975.